# 에리아도르
에리아도르(Eriador)는 《반지의 제왕》에 나오는 구역이다. 곤도르 북쪽 너머의 지역이며, 샤이어, 브리, 안누미나스, 아몬 술 등이 이 땅에 속해있다.
서쪽으로 요정의 땅 린돈이, 북쪽으로 마술사왕의  앙그마르, 동쪽으로 안개 산맥이 있으며, 동쪽으로 더 뻗어나가면 크하잣둠을 지나 로스로리엔으로 향할 수 있다.